# آيت بوزرك (تازروالت)
آيت بوزرك هو دُوَّار يقع بجماعة سيدي أحمد أو موسى، إقليم تيزنيت، جهة سوس ماسة في المملكة المغربية. ينتمي الدوّار لمشيخة تازروالت التي تضم 16 دوار. يقدر عدد سكانه بـ 159 نسمة حسب الإحصاء الرسمي للسكان والسكنى لسنة 2004.

## وصلات خارجية
- البوابة الوطنية للجماعات الترابية
- المندوبية السامية للتخطيط